# Project-X
Project-X — компьютерная игра в жанре горизонтального скролл-шутера, разработанная и выпущенная компанией Team17 в 1992 году для домашнего компьютера Amiga. В 1993 году была выпущена бюджетная версия Project-X Special Edition 93 на трёх дискетах вместо четырёх и с рядом изменений. Также была выпущена версия для Amiga CD32. В 1994 году игра была портирована на IBM PC (MS-DOS).
Продолжение игры, X2, было выпущено в 1997 году эксклюзивно для игровой консоли Sony PlayStation.
Игра Super Frog в жанре платформера, также разработанная Team17 и вышедшая в 1993 году, содержит один уровень под названием «Project F», выполненный в жанре горизонтального скролл-шутера. Экран с названием уровня и его игровой процесс пародируют Project-X.
Часть музыки и звуковые эффекты в игре созданы Аллистером Бримблом (Allister Brimble). Одна композиция написана Бьёрном Люнне, впоследствии написавшим всю музыку для игры X2.

## Игровой процесс
Игрок управляет космическим кораблём. В игре используется система призов, аналогичная серии игр Gradius. При уничтожении группы противников остаётся приз, взятие которого перемещает указатель в списке возможных улучшений на одну позицию. Нажатием кнопки игрок может выбрать текущее улучшение. Всего в игре семь видов оружия.
Игра состоит из пяти уровней, в конце каждого из которых происходит сражение с боссом. Уровень сложности был очень высоким, многие игроки не могли пройти второй уровень. В Special Edition был добавлен упрощённый режим Rookie mode. Также существовал хак оригинальной версии игры, позволявший пропускать уровни. Он распространялся в приложении к некоторым журналам, посвящённым Amiga.

## Отзывы
На момент выхода оригинальная версия игры и Special Edition получили в основном положительные отзывы и высокие оценки в игровых журналах.